# Win, Lose or Die
Win, Lose or Die (007 – vinderen lever farligt) er en britisk roman fra 1989 af John Gardner. Romanen er hans ottende i serien om den hemmelige agent James Bond, der blev skabt af Ian Fleming.

## Plot
Terrororganisation BAHT vil infiltrere det britiske hargarskib HMS Invincible, der skal der deltage i en forestående krigsøvelse med højtstående personer om bord. Bond udpeges som sikkerhedsofficer, men opgaven bliver hurtig farlig, for BAHT ser helst Bond af vejen, og ikke alle Bonds allierede er til at stole på.